# Врховац, Максимилиан
Максимилиан Врховац (хорв. Maksimilijan Vrhovac; 23 ноября, 1752, Карловац (город) — 16 декабря 1827, Загреб) — хорватский религиозный деятель, епископ Загреба.
Один из идеологических архитекторов хорватского национального возрождения.

## Биография
Сын капитана пограничничной охраны на Османской границе. Учился Вене и Болонье. Позже стал вице-ректором и ректором духовной семинарии в Загребе, а также профессором догматики в Загребской академии. Император Иосиф II назначил его ректором семинарии в Пеште, прежде чем он вернулся в Хорватию в качестве епископа.
В 1810-е годы Врховац пытался перевести Библию на кайкавское наречие хорватского языка.
Епископ Максимилиан Врховац приобрел типографию и подарил 1000 книг Загребской королевской Академии наук.
Врховаца хорошо помнят за его неустанную работу по собранию духовного сокровища нации — книг, а также попыткам распространить доступ к книгам среди хорватского народа. В 1808 году он выступил в хорватском парламенте и объявил, что его личная библиотека открыта для общественности.
Епископ Максимилиан Врховац сыграл наиболее важную роль в историческом развитии города Стубичке-Топлице. В начале XIX века построил здесь нынешнее здание санатория, небольшой бассейн, названный в его честь «Maksimilianeum», купальню в общественном и бальном зале, а также столовую. М. Врховац, купив замок Голубовец и окрестные поместья, предвидел будущее терм Стубичке-Топлице, как центра «оздоровительного и рекреационного туризма», основанного на богатых источниках целебной воды.
Он является основателем Максимирского парка и Ботанического сада в Загребе. Своё название парк получил именно в его честь. Датой основания Максимирского парка является 1794 год. Проект парка разрабатывался английским ландшафтным дизайнером Брауном.